# منتخب كوريا الشمالية لهوكي الجليد للناشئين
منتخب كوريا الشمالية لهوكي الجليد للناشئين هو ممثل كوريا الشمالية الرسمي في المنافسات الدولية في هوكي الجليد للناشئين
.